# Camano
Camano és una concentració de població designada pel cens dels Estats Units a l'estat de Washington. Segons el cens del 2000 tenia 13.347 habitants.

## Demografia
Segons el cens del 2000, Camano tenia 13.347 habitants, 5.357 habitatges, i 4.028 famílies. La densitat de població era de 129,6 habitants per km².
Dels 5.357 habitatges en un 28,8% hi vivien nens de menys de 18 anys, en un 66% hi vivien parelles casades, en un 6,3% dones solteres, i en un 24,8% no eren unitats familiars. En el 20,2% dels habitatges hi vivien persones soles el 8,5% de les quals corresponia a persones de 65 anys o més que vivien soles. El nombre mitjà de persones vivint en cada habitatge era de 2,49 i el nombre mitjà de persones que vivien en cada família era de 2,86.
Per edats la població es repartia de la següent manera: un 24,1% tenia menys de 18 anys, un 4,8% entre 18 i 24, un 25,2% entre 25 i 44, un 27,7% de 45 a 60 i un 18,3% 65 anys o més.
L'edat mediana era de 43 anys. Per cada 100 dones de 18 o més anys hi havia 96,9 homes.
La renda mediana per habitatge era de 54.262 $ i la renda mediana per família de 60.013 $. Els homes tenien una renda mediana de 47.309 $ mentre que les dones 31.250 $. La renda per capita de la població era de 24.362 $. Aproximadament el 4,4% de les famílies i el 5,6% de la població estaven per davall del llindar de pobresa.

## Poblacions més properes
El següent diagrama mostra les poblacions més properes.